# Greatest: The Videos
Greatest: The Videos è una video compilazione del gruppo musicale britannico Duran Duran pubblicata nel 1999 in parallelo alla raccolta Greatest. Nel 2003 venne ripubblicata in DVD col titolo di Greatest - The DVD con l'aggiunta delle versioni alternative dei loro video musicali ed alcune interviste ai membri del gruppo.
Questo DVD è stato criticato per l'uso eccessivo di Easter eggs a volte difficili da trovare, altre volte richiedenti un tempo troppo lungo per accedervi come nel caso di una 'terza versione' di Girls on Film identica a quella non censurata che differisce solo per il finale in cui i componenti sul ring distendono uno striscione con su scritto 'Guardate cosa toccare fare per vendere un disco' a cui si può accedere soltanto una volta visto il video originale. 
Nel 2005 CD e DVD sono stati ripubblicati insieme nella collana Sight and sound col DVD senza extra. 
A tutt'ora (luglio 2025) la raccolta non è stata pubblicata su blu ray.

## Tracce

### VHS
1. Planet Earth
2. Girls On Film (Versione non censurata)
3. The Chauffeur (Versione non censurata)
4. Hungry Like The Wolf
5. Save a Prayer
6. Rio
7. Is There Something I Should Know?
8. Union Of The Snake
9. New Moon on Monday
10. The Reflex
11. The Wild Boys (Extended Version)
12. A View to a Kill
13. Notorious
14. Skin Trade
15. I Don't Want Your Love
16. All She Wants Is
17. Serious
18. Burning The Ground
19. Ordinary World
20. Come Undone
21. Electric Barbarella

### DVD
DVD 1
1. Planet Earth
2. Girls On Film (Versione lunga non censurata)
3. The Chauffeur
4. Hungry Like The Wolf
5. Save A Prayer
6. Rio
7. Is There Something I Should Know?
8. Union Of The Snake
9. New Moon On Monday (E.P Version)
10. The Reflex
11. The Wild Boys (7' Edit Version)
12. A View To A Kill
13. Girls On Film (Versione lunga non censurata con finale alternativo)
14. Union of the Snake (Versione del Dancing On the Valentine)
15. New Moon On Monday (Dancing on the Valentine)
16. New Moon on Monday (Versione lunga originale di MTV, senza l'introduzione con i dialoghi)
17. New Moon on Monday (Versione alternativa di MTV)
18. New Moon on Monday (Versione corta di MTV senza l'introduzione)
19. New Moon on Monday (Movie version)
20. The Wild Boys (Versione lunga di Arena)

- La Galerie De Duran

1. Planet Earth (Club Version)
2. A Day In The Life featurette
3. Girls On Film (Versione censurata da MTV)
4. Midsummer Night's Tube Feature
5. Intervista su Wild Boys
6. Intervista su View to a Kill

DVD 2
1. Notorious
2. Skin Trade
3. I Don't Want Your Love
4. All She Wants Is
5. Serious
6. Burning The Ground
7. Ordinary World
8. Come Undone (Versione non censurata)
9. Electric Barbarella

- Documentario su Liberty
- Serious (Versione multiangolo)
- The Wedding Album Spot pubblicitario
- Come Undone (Versione censurata da MTV)